# Only dreaming/Catch
〈only dreaming/Catch〉는 V6의 37번째 싱글이다.

## 설명
- 초회 한정 VISUAL반(CD+DVD), 초회 한정 MUSIC반(CD+CD), 통상반(CD)으로 총 3가지 형태로 발매되었다.
- V6로서는, 8매째의 양 A면 싱글이 된다. 표제곡의 2곡에는 각각 타이업이 붙어 있다.
- 초회 한정 MUSIC반의 DISC-2에 수록되는 악곡은 Coming Century SPECIAL TRACK, 20th Century SPECIAL TRACK로 해서 정리해 20th Century, Coming Century로서 피처링 한 곡과 20th Century, Coming Century로서의 곡을 수록. 이것은 20th Century와 Coming Century의 각각의 세계관을 들어 비교하면 좋겠다고 하는 소원이 담겨져 있다.

## 수록곡

### 통상반
1. only dreaming
  - 전작 〈GUILTY〉부터, 2곡 연속으로 멤버 이노하라 요시히코 출연 아사히TV계열 드라마 《신·경시청 수사 일과 9계 season2》의 주제가.
2. Catch
3. Crank it up!!
4. OK
5. only dreaming（Instrumental）
6. Catch（Instrumental）
7. Crank it up!!（Instrumental）
8. OK（Instrumental）

### 초회한정 VISUAL반
CD
1. only dreaming
2. Catch

DVD
1. only dreaming (Music Video Complete Version)
2. V6 ASIA & JAPAN TOUR 2009-2010 SPECIAL MOVIE [incl．only dreaming LIVE at KOBE]

### 초회한정 MUSIC반
DISC-1
1. only dreaming
2. Catch

DISC-2
1. 12ヶ月 - Coming Century
2. New Day - Coming Century feat，20th Century
3. 小さな恋のおはなし -20th Century feat，Coming Century
4. sing! - 20th Century